# Sofia da Pomerânia
Sofia da Pomerânia (em alemão: Sophia; 1498  — 13 de maio de 1568), foi uma rainha-consorte da Dinamarca e da Noruega como esposa do rei Frederico I da Dinamarca. É conhecida pelo seu governo independente dos feudos de Lolland e Falster, dos castelos em Kiel e Plön, e de várias aldeias em Holstein durante o seu reinado como rainha-consorte e rainha-viúva.

## Família
Sofia era a filha mais velha do duque Bogislau X da Pomerânia e da princesa Ana Jagelão. Os seus avós paternos eram o duque Eurico II da Pomerânia e a duquesa Sofia da Pomerânia-Stolp. Os seus avós maternos eram o rei Casimiro IV da Polónia e a arquiduquesa Isabel da Áustria.

## Casamento e vida na Dinamarca
Após a morte da sua primeira esposa, a marquesa Ana de Brandemburgo, em 1514, o príncipe Frederico da Dinamarca casou-se com Sofia. Não se sabe muito sobre a sua personalidade. É conhecida por ter tido grande influência política. Pensasse que fosse religiosa, já que foi ela que escreveu um salmo em alemão intitulado "Gott ist mein Heil, mein Hülf und Tros".
Sofia tornou-se rainha-consorte da Dinamarca e da Noruega quando o seu marido subiu ao trono em 1523. Foi coroada no dia 13 de agosto de 1525. Na sua coroação recebeu os feudos de Lolland e Falster, os castelos de Kiel e Plön e várias aldeias em Holstein que passaram a ser contadas no seu rendimento. Em 1526, Anne Meinstrup foi nomeada dama-de-companhia principal na sua corte. A rainha Sofia não vivia na corte dinamarquesa, mas sim na sua propriedade em Kiel, longe do marido, e cuidada das suas propriedades como feudos independentes, algo que desagradou ao seu marido durante o seu reinado. O conflito continuou durante o reinado do seu enteado e dos seus sucessores até à sua morte.
Em 1533, Sofia ficou viúva e mudou-se para o castelo de Gottorp com os seus filhos para aguardar a nomeação do novo rei. Durante a Guerra do Conde de 1533-36, as suas propriedades foram ocupadas. Em 1538, o novo rei pediu-lhe para deixar Gottorp devido aos custos e a rainha voltou a viver em Kiel. Exigiu o direito de governar sozinha os seus feudos, mas em 1540 foi obrigada a reconhecer a supremacia do rei.

## Descendência
- João de Holstein (28 de junho de 1521 – 2 de outubro de 1580), solteiro e sem descendência.
- Isabel da Dinamarca (14 de Outubro de 1524 – 15 de Outubro de 1586), casada primeiro com o duque Magnus de Mecklenburg-Schwerin; sem descendência. Casada depois com o duque Ulrich III de Mecklenburg-Güstrow; com descendência.
- Adolfo de Holstein-Gottorp (25 de janeiro de 1526 – 1 de outubro de 1586), casado com a marquesa Cristina de Hesse; com descendência.
- Ana da Dinamarca (1527 – 4 de junho de 1535), morreu com cerca de sete anos de idade.
- Doroteia da Dinamarca (1528 – 11 de novembro de 1575), casada com o duque Cristóvão de Mecklenburg-Schwerin; sem descendência.
- Frederico da Dinamarca (13 de abril de 1532 – 27 de outubro de 1556), bispo de Hildesheim e Schleswig.